# Llista de monuments del Pla del Real (València)
Monuments catalogats com a béns d'interés cultural (BIC) i béns immobles de rellevància local (BRL) del districte del Pla del Real de València.

## Monuments d'interés local
| Monument                                                                 | Prot.? | Estil/època                 | Localització                                                            | Coordenades                                          | Codi?         | Imatge |
| ------------------------------------------------------------------------ | ------ | --------------------------- | ----------------------------------------------------------------------- | ---------------------------------------------------- | ------------- | --- |
| Antiga Escola d'Enginyers Agrònoms de València                           | BRL    | 1964-1967                   | València Avinguda Blasco Ibàñez, 21 dup.                                | 39° 28′ 42″ N, 0° 21′ 36″ O / 39.478333°N,0.36°O     | 46.15.250-407 | Antiga Escola d'Enginyers Agrònoms (València) · Carregueu una nova foto d'aquest monument                                                 |
| Antiga Facultat de Ciències, actual Rectorat                             | BRL    | 1922-1944                   | València Avinguda Blasco Ibàñez, 13                                     | 39° 28′ 46″ N, 0° 21′ 52″ O / 39.479583°N,0.364556°O | 46.15.250-376 | Antiga Facultat de Ciències (València) · Vegeu més fotos d'aquest monument · Carregueu una nova foto d'aquest monument                    |
| Asil de Lactància o Balneari de l'Albereda                               | BRL    |                             | València C. Amadeu de Saboia 14                                         | 39° 28′ 24″ N, 0° 21′ 43″ O / 39.473472°N,0.362036°O | 46.15.250-099 | Asil de Lactància (València) · Vegeu més fotos d'aquest monument · Carregueu una nova foto d'aquest monument                              |
| Col·legi Guadalaviar                                                     | BRL    | 1959-1960                   | València Av. de Blasco Ibàñez, av. Aragó, c. Bèlgica                    | 39° 28′ 32″ N, 0° 21′ 20″ O / 39.475556°N,0.355556°O | 46.15.250-351 | Col·legi Guadalaviar (València) · Vegeu més fotos d'aquest monument · Carregueu una nova foto d'aquest monument                           |
| Col·legi Major Lluís Vives                                               | BRL    | Racionalista 1936-1957      | València Av. Blasco Ibàñez 58                                           | 39° 28′ 40″ N, 0° 21′ 31″ O / 39.477778°N,0.358722°O | 46.15.250-355 | Col·legi Major Lluís Vives (València) · Vegeu més fotos d'aquest monument · Carregueu una nova foto d'aquest monument                     |
| Caserna de l'Albereda                                                    | BRL    | 1870-1880                   | València Pg. de l'Albereda, 24 i 29                                     | 39° 28′ 17″ N, 0° 21′ 44″ O / 39.471417°N,0.362111°O | 46.15.250-350 | Caserna de l'Albereda (València) · Vegeu més fotos d'aquest monument · Carregueu una nova foto d'aquest monument                          |
| Caserna Sant Joan de Ribera Nord                                         | BRL    | 1870-1880                   | València Pg. Albereda, 24, 25 i 26                                      | 39° 28′ 18″ N, 0° 21′ 41″ O / 39.471667°N,0.361389°O | 46.15.250-396 | Caserna Sant Joan de Ribera Nord (València) · Vegeu més fotos d'aquest monument · Carregueu una nova foto d'aquest monument               |
| Caserna Sant Joan de Ribera Sud                                          | BRL    | 1870-1880                   | València Pg. Albereda, 27, 28 i 29                                      | 39° 28′ 14″ N, 0° 21′ 38″ O / 39.470556°N,0.360556°O | 46.15.250-397 | Caserna Sant Joan de Ribera Sud (València) · Vegeu més fotos d'aquest monument · Carregueu una nova foto d'aquest monument                |
| Edifici La Lanera                                                        | BRL    | Modernisme 1917             | València C. Amadeu de Saboia, 18                                        | 39° 28′ 23″ N, 0° 21′ 40″ O / 39.473°N,0.361194°O    | 46.15.250-399 | Edifici La Lanera (València) · Vegeu més fotos d'aquest monument · Carregueu una nova foto d'aquest monument                              |
| Església parroquial de Sant Pasqual Bailón                               | BRL    |                             | València C. Doctor Moliner, 10                                          | 39° 28′ 35″ N, 0° 21′ 46″ O / 39.47637°N,0.362758°O  | 46.15.250-261 | Església parroquial de Sant Pasqual Bailón (València) · Vegeu més fotos d'aquest monument · Carregueu una nova foto d'aquest monument     |
| Facultat de Filosofia i Ciències de l'Educació, antiga Facultat de Dret  | BRL    | 1959-1963                   | València Av. Blasco Ibañez, 30; c. Rodríguez Fornos i c. Arts Gràfiques | 39° 28′ 37″ N, 0° 21′ 37″ O / 39.476944°N,0.360278°O | 46.15.250-352 | Facultat de Filosofia i Ciències de l'Educació (València) · Vegeu més fotos d'aquest monument · Carregueu una nova foto d'aquest monument |
| Facultat de Geografia i Història, antiga Facultat de Filosofia i Lletres | BRL    |                             | València Av. Blasco Ibañez, 28 i c. Dr. Moliner, 16                     | 39° 28′ 38″ N, 0° 21′ 42″ O / 39.477336°N,0.361622°O | 46.15.250-349 | Facultat de Geografia i Història (València) · Vegeu més fotos d'aquest monument · Carregueu una nova foto d'aquest monument               |
| Facultat de Medicina                                                     | BRL    | 1908-1949                   | València Av. Blasco Ibañez, 15                                          | 39° 28′ 45″ N, 0° 21′ 48″ O / 39.479167°N,0.363222°O | 46.15.250-354 | Facultat de Medicina (València) · Vegeu més fotos d'aquest monument · Carregueu una nova foto d'aquest monument                           |
| Facultat de Psicologia i ETS del Medi Rural i Enologia                   | BRL    | s.XX (1960-1962; 1964-1967) | València Av. Blasco Ibañez, 21                                          | 39° 28′ 42″ N, 0° 21′ 35″ O / 39.478453°N,0.359792°O | 46.15.250-353 | Facultat de Psicologia (València) · Carregueu una nova foto d'aquest monument                                                             |
| Palau d'Exposicions                                                      | BRL    | 1909                        | València Pl. Galícia                                                    | 39° 28′ 24″ N, 0° 21′ 45″ O / 39.473433°N,0.362556°O | 46.15.250-184 | Palau d'Exposicions (València) · Vegeu més fotos d'aquest monument · Carregueu una nova foto d'aquest monument                            |

## Jardins històrics d'interés local
| Monument                               | Prot.? | Estil/època              | Localització                                    | Coordenades                                          | Codi?         | Imatge |
| -------------------------------------- | ------ | ------------------------ | ----------------------------------------------- | ---------------------------------------------------- | ------------- | --- |
| Albereda de València (tram fins Aragó) | BRL    | 1677, remodelada en 1932 | València Albereda de València (tram fins Aragó) | 39° 28′ 25″ N, 0° 21′ 53″ O / 39.473611°N,0.364722°O | 46.15.250-395 | Albereda de València · Vegeu més fotos d'aquest monument · Carregueu una nova foto d'aquest monument                             |
| Jardins de Blasco Ibáñez (primer tram) | BRL    | 1888/ 1930-1940          | València Av. Blasco Ibáñez                      | 39° 28′ 41″ N, 0° 21′ 43″ O / 39.478056°N,0.361889°O | 46.15.250-406 | Jardins de Blasco Ibáñez, primer tram (València) · Vegeu més fotos d'aquest monument · Carregueu una nova foto d'aquest monument |

## Espais etnològics d'interés local
| Monument          | Prot.? | Estil/època                 | Localització                     | Coordenades                                       | Codi?         | Imatge |
| ----------------- | ------ | --------------------------- | -------------------------------- | ------------------------------------------------- | ------------- | --- |
| Fàbrica de Tabacs | BRL    | S.XX (1905-1909, 1912-1914) | València C. Amadeu de Saboia, 13 | 39° 28′ 26″ N, 0° 21′ 42″ O / 39.474°N,0.361583°O | 46.15.250-216 | Fàbrica de Tabacs (València) · Vegeu més fotos d'aquest monument · Carregueu una nova foto d'aquest monument |